# Lo scimmiotto
Lo scimmiotto è un fumetto in bianco e nero sceneggiato da Silverio Pisu e disegnato da Milo Manara. Liberamente tratto dal classico della letteratura cinese Il viaggio in Occidente attribuito all'erudito Wú Chéng'ēn, è stato pubblicato nel 1976.

## Trama
Il fumetto è basato liberamente sulla prima parte della storia de Il viaggio in Occidente, incentrata sulla figura del re scimmiotto Sun Wukong. La storia parte dalla nascita dello scimmiotto da una roccia, frutto della terra ingravidata dal vento, al suo divenire il re del popolo delle scimmie che conduce nella Caverna del Sipario d'Acqua della Montagna dei Fiori e dei Frutti e ai suoi successivi viaggi alla ricerca dell'immortalità e della potenza in guerra.
Successivamente, tornato dal suo popolo, si dedica a portare il suo regno alla supremazia, conquistando e sottomettendo tutte le altre specie fino a scontrarsi con l'Imperatore di Giada e con il Buddha, che alla fine lo punisce per la sua arroganza seppellendolo sotto la Montagna dei Cinque Elementi.

## Edizioni italiane
Il fumetto è stato pubblicato sulla pagine di alterlinus, supplemento della rivista Linus, dl numero 1 di gennaio al numero 12 di dicembre 1976, per concludersi nei numeri 1 e 2 di alteralter di gennaio e  febbraio 1977.
Sono poi seguite diverse edizioni in volume, tra cui:
- Milo Manara, Lo scimmiotto, collana Milano libri, testo di Silverio Pisu, Rizzoli, luglio 1999. 100 pag.[2]
- Milo Manara, Lo scimmiotto, collana Eldorado, testo di Silverio Pisu, La nuova frontiera, 1991.[3]
- Milo Manara, Lo scimmiotto, collana Totem Comics, testo di Silverio Pisu, Nuova Frontiera, 1993.[4]
- Milo Manara, Lo scimmiotto, collana Milo Manara - Le Opere, testo di Salverio Pisu, IL SOLE 24 ORE, 2006.[5]